# Højgaardkredsen
Højgaardkredsen er den almindeligt accepterede betegnelse for den gruppe erhvervsfolk, der i efteråret 1940 forsøgte at få kongen, Christian 10., til at afsætte Staunings samlingsregering.
De ønskede at sætte et såkaldt "forretningsministerium" i stedet: Dette skulle ledes af kongens fætter, prins Axel, og det var formentlig tanken, at de selv skulle have et antal ministerposter.
Deres forehavende lykkedes ikke, og de involverede blev efter befrielsen indstævnet for Den parlamentariske Kommission for "anslag mod folkestyret", men kommissionen afviste anklagen som ubegrundet, hvorfor sagen blev frafaldet.
Højgaardkredsen bestod af bl.a. Knud Højgaard, ingeniør, A.P. Møller, skibsreder, Holger Andersen, frh. kommissær, Vilhelm la Cour, historiker og forfatter, Per Kampmann, ingeniør, Jørgen Saxild, ingeniør, og Prins Axel.

## Ekstern henvisning
Jakob Meile: Højgaardkredsen 1940 – et ekstraparlamentarisk forsøg på regeringsdannelse Arkiveret 13. november 2005 hos  Wayback Machine